# Cantone di Vélizy-Villacoublay
Il Cantone di Vélizy-Villacoublay era una divisione amministrativa dell'Arrondissement di Versailles.
È stato soppresso a seguito della riforma complessiva dei cantoni del 2014, che è entrata in vigore con le elezioni dipartimentali del 2015.
Comprendeva il solo comune di Vélizy-Villacoublay.